# Джуэл, Джон
Джон Джуэл, варианты русской транскрипции Джоуэл, Джоэл, Джоел и Жан Жуэль (англ. John Jouel или Jewel или фр. Je(h)an Jouel или Juiel или Jeviel) — английский военный деятель эпохи Столетней войны. Воевал на стороне Англии и Наварры.
По происхождению крепостной крестьянин аббатства Эбботсбери, Дорсет. Другие подробности ранней биографии неизвестны. Выбрал карьеру наёмного воина (рутьера), сражался в битве при Пуатье, с 1357 года действовал в Нормандии — или независимо, или как капитан Филиппа Наваррского. Вместе с Карлом Злым явился в Париж в 1358 году. После договора Бретиньи «воевал во Франции от своего имени», в октябре 1363 года вместе с «англичанами, гасконцами и прочими грабителями» захватил крепость Рольбуаз возле Манта и защищал её от французских войск.
На битву при Кошереле шёл в бацинете с надписью «Кто возьмёт в плен Джона, тот получит сто тысяч франков» или, по другой версии, «Кто Джона Джуэла возьмёт, [тот] сто тысяч франков заимеет, и столько же останется» (явное подражание девизу Роберта Ноллеса). Повёл возглавляемый им «большой отряд латников и лучников» в атаку на притворно отступающих французов, не дожидаясь приказа командующего Жана III де Грайи, в результате чего была вынуждена атаковать и остальная часть войска. Был несколько раз тяжело ранен, в том числе в голову, и взят в плен бретонским оруженосцем по имени Тибо дю Пон, служившим Бертрану дю Геклену. Умер от ран через несколько дней в Пон-де-л’Арше (согласно Жану Фруассару — в течение дня после битвы).